# Ланюк, Юрий Евгеньевич
Юрий Евгеньевич Ланю́к (р. 1957) — украинский композитор, член Национального Союза композиторов Украины. Заслуженный деятель искусств Украины (2008).

## Биография
Родился 7 июня 1957 года во Львове. Окончил ЛГК имени Н. В. Лысенко как виолончелист в 1980 году (класс Евгения Шпицера) и в 1985 году — композицию (класс Дезидерия Задора). В 1982 окончил как виолончелист ассистентуру-стажировку при КГК имени П. И. Чайковского (класс профессора Червовая В. С.). С 1984 года работает на должности преподавателя, затем — доцента, профессора кафедры струнно-смычковых инструментов и композиции Львовской государственной консерватории (ныне Музыкальная академия имени Н. В. Лысенко). Из его класса выходят профессиональные инструменталисты и композиторы, лауреаты всеукраинских и международных конкурсов.

## Награды и премии
- Юбилейная медаль «20 лет независимости Украины»
- Заслуженный деятель искусств Украины (2008)
- Национальная премия Украины имени Тараса Шевченко (2005) — за музыкальные произведения «Палимпсесты» и «Музыка из Книги Потаённых Просторов и Элегии для Птицы Сияния»
- I премия Республиканского конкурса виолончелистов имени Н. В. Лысенко (1974)
- Премия имени Л. Н. Ревуцкого (1990)
- Премия имени Б. Н. Лятошинского (2000)
- Премия «Львовская Слава» (2002)